# 湯泊温泉 (屋久島)
湯泊温泉（ゆどまりおんせん）は、鹿児島県熊毛郡屋久島町（旧国大隅国）にある温泉。

## 泉質
単純温泉

## 温泉地
海岸沿いにある露天風呂で、男女湯がパーテーションによって仕切られているのみ。更衣室はない。
映画学校Ⅳで、パーティションで仕切る前、改装前の姿を見る事が出来る。
近隣の平内海中温泉に比べると、潮の干満の影響を受けない。水着の着用は禁止。野趣に欠け湯温もややぬるめのためか、人気は少ない。無人施設だが寸志として100円。

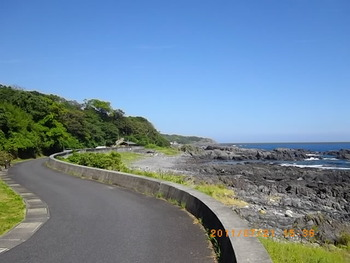
ほぼ正面、奥に数台分の駐車場有。
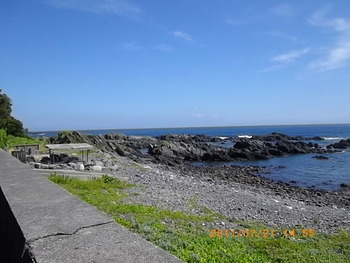
左奥に湯舟
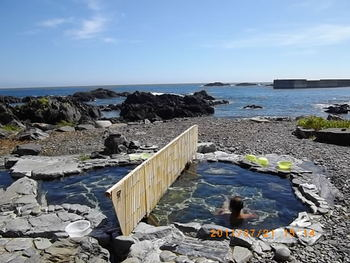
右が男、左が女湯
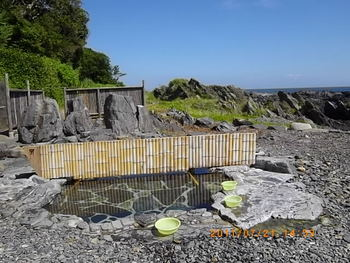
湯音38.4度と低め、ぬるま湯なので夏場は良いが冬場の入浴は無理である。
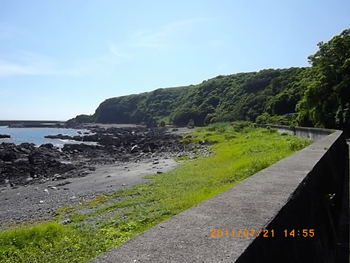
岩場の景色も絶景

## アクセス
- 車：宮之浦港からバスで75分。